# Зависимость от порнографии
Зави́симость от порногра́фии, порнозависимо́сть, порнофили́я (порно + греч. φιλία — любовь) — предполагаемая форма сексуального расстройства, определяемая как состояние, вызванное чрезмерной тягой к порнографии. Не упоминается в справочнике по диагностике и статистике психических расстройств (DSM-IV).

## Определение
Зависимость от порнографии может быть определена как психическое расстройство, или зависимость от порнографии, характеризующаяся навязчивым желанием смотреть, читать и думать о порнографии и теме секса, в результате чего снижается качество жизни личности и/или семьи.

## Зависимость от порнографии в определении Айронса и Шнайдера
Формальные критерии были предложены аналогично критериям DSM-IV для алкоголя и другим зависимостям. Эта статья цитирует Гудмана, который сравнил списки критериев DSM на предмет различных зависимостей и расстройств и вывел главные их признаки:
- Хроническая неспособность противиться желанию к предмету зависимости (ПЗ);
- Растущая напряженность, предшествующая действиям с ПЗ;
- Наслаждение или облегчение во время взаимодействия с ПЗ;
- Как минимум пять из следующих:
  - Постоянное озабоченность ПЗ или всем, что может привести к ПЗ;
  - Часто вовлечение в занятие происходит на более долгий срок и в большей степени, чем изначально планировалось;
  - Повторяющиеся попытки уменьшить, контролировать или избавиться от зависимости;
  - Огромное количество времени тратится на действия, необходимые для реализации ПЗ, на взаимодействие с ПЗ или на восстановление от последствий;
  - Обманные действия при необходимости исполнять рабочие, учебные, домашние или социальные обязанности;
  - Отказ от общественной жизни, работы, отдыха из-за ПЗ;
  - Поведение больного не меняется, даже если из-за ПЗ у него возникают или обостряются финансовые, психологические или физические проблемы;
  - Готовность пойти на всё для получения ПЗ или предмета, обладающего схожим эффектом;
  - Беспокойство или раздражительности при недоступности ПЗ;
- Некоторые симптомы нарушения могут продолжаться только некоторое время или не повторяться постоянно в течение длительного промежутка времени;

Эти признаки могут относиться практически к любой зависимости и употребляются, чтобы охарактеризовать чрезмерное и неконтролируемое влечение к ПЗ. Также они позволяют охарактеризовать зависимость от порнографии.

## Последствия зависимости от порнографии
Согласно нескольким научным исследованиям, зависимость от порнографии приводит к целому спектру негативных последствий. 
Во-первых, зависимость от порнографии приводит к тому, что зависимый начинает проводить все больше времени в поисках новой порнографии, или переходить на более тяжелую порнографию. Причиной этого является формирование у зависимого толерантности к эротике и мягкому порно (софткор), а потом и к обычной порнографии. То есть, порно контент, демонстрирующий менее интенсивные действия сексуального характера, со временем перестает вызывать у зависимого сексуальное возбуждение, и, как следствие, для реализации своей зависимости человек вынужден искать более жёсткое порно (хардкор).
Во-вторых, появление у зависимого абстинентного синдрома, т.е. ломки в отсутствие порно контента. Зависимый не может сконцентрироваться на работе, отдыхе, общении и т.п., постоянно думает о порнографии.
В-третьих, помимо формирования толерантности к мягкому порно, у зависимого может пропасть интерес к реальным половым отношениям с живым человеком и сексу. Зависимый перестает возбуждаться и получать удовольствие от полового акта. Помимо этого, у мужчин может формироваться эректильная дисфункция и преждевременная эякуляция.
В-четвертых, ряд исследований указали на то, что при длительной зависимости у мужчин может формироваться "неэгалитарное" отношение к женщинам, то есть, их объективирование и рассматривание только с точки зрения полового партнера. 

## Зависимость от интернет-порнографии
Зависимость от интернет-порнографии — это тяга к порнографии, получаемой средствами всемирной сети. Психологи, поддерживающие эту концепцию, считают такой вид зависимости наиболее сильным и более вызывающим привыкание, чем обычная зависимость от порнографии. Для того, чтобы удовлетворить свою зависимость, больные регулярно тратят значительное время в поисках новой или более жёсткой порнографии.

### Лечение
Эффективна налтрексоновая терапия с дозировкой 50 мг/сутки.

### Контроль содержимого и мониторинг
Некоторые медицинские и общественные организации рекомендуют использовать системы контроля содержимого (также известные как «интернет-фильтры» или «sensorware»), интернет-мониторинг или и то и другое, чтобы ограничить чрезмерный доступ к интернет-порнографии.
Когнитивный терапевт Мэри Лэйден предложила использовать подобные фильтры для осуществления контроля, а исследователь Интернета Девид Дельмоника отметил, что, несмотря на ограничения, фильтры могут использоваться как «передний край защиты». Фильтры, направленные на отслеживание порнографии, созданы почти для всех современных операционных систем и продаются как обычные приложения. Примерами могут послужить K9 Web Protection, Интернет Цензор, Гогуль, Один Дома, Time Boss Родительский Контроль, Anti-Porn, NetPolice и другие. Такие Интернет-провайдеры, как Integrity Online и OpenDNS предлагают контроль содержимого как свой сетевой сервис.

### Критика
Далеко не все исследователи согласны с использованием такого термина, как «порнозависимость». Клинические психологи Дэвид Лэй, Николь Прауз и Питер Финн указывают, что в ряде исследований, ставивших целью описать указанный феномен, были допущены серьёзные методологические недостатки, так что фактические данные содержались только в 27 % статей. В указанных статьях связи между просмотром порнографии и эректильной дисфункцией обнаружено не было. Дэвид Лэй отмечает, что в большинстве случаев «зависимости» имеет место противоречие между моральными, нравственными установками личности и желанием просматривать порнографические материалы. В результате образующееся чувство вины провоцирует восприятие интереса к порнографии как к зависимости.

## Физическая зависимость от порнографии
Некоторые исследователи утверждают, что чрезмерное увлечение интернет-порнографией в молодом возрасте способно приводить к органическим изменениям в головном мозге, воздействуя на дофаминовую систему поощрения. В результате развивается зависимость гораздо более опасная, чем это принято считать, которая может приводить к депрессии, снижению либидо и нарушениям эрекции и/или эякуляции.